# Liste der Kulturgüter in Pierrafortscha
Die Liste der Kulturgüter in Pierrafortscha enthält alle Objekte in der Gemeinde Pierrafortscha im Kanton Freiburg, die gemäss der Haager Konvention zum Schutz von Kulturgut bei bewaffneten Konflikten, dem Bundesgesetz vom 20. Juni 2014 über den Schutz der Kulturgüter bei bewaffneten Konflikten sowie der Verordnung vom 29. Oktober 2014 über den Schutz der Kulturgüter bei bewaffneten Konflikten unter Schutz stehen.
Objekte der Kategorien A und B sind vollständig in der Liste enthalten, Objekte der Kategorie C fehlen zurzeit (Stand: 1. Januar 2023).

## Kulturgüter
| Foto | | Objekt | Kat. | Typ | Standort                                                      | Beschreibung |
| ---- | --- | --- | ---- | --- | ------------------------------------------------------------- | ------------ |
| ja   | Datei hochladen · Wikidata zu Chalet d'Amédée de Diesbach-Belleroche (Q29479226)                                | Chalet d’Amédée de Diesbach-Belleroche KGS-Nr.: 02267                                                                               | A    | G   | Route de la Schürra 15 579585 / 182026                        |              |
| ja   | Datei hochladen · Wikidata zu Kornhaus Château d’En-Haut (Q29479228)                                            | Kornhaus Château d’En-Haut / Grenier du Château d'En-Haut KGS-Nr.: 09991                                                            | A    | G   | Granges-sur-Marly, Route de Pierrafortscha 1a 579685 / 181538 |              |
| ja   | Datei hochladen · Wikidata zu Kapelle Notre-Dame-de-l'Assomption (Q29697251)                                    | Kapelle Notre-Dame-de-l’Assomption / Chapelle Notre-Dame-de-l'Assomption KGS-Nr.: 13287                                             | B    | G   | Route de Villars-sur-Marly 50 580703 / 180437                 |              |
| BW   | Datei hochladen · Wikidata zu Bauernhaus Chollet (Q29697268)                                                    | Bauernhaus Chollet / Ferme Chollet KGS-Nr.: 13288                                                                                   | B    | G   | Chemin du Claru 2 579244 / 181563                             |              |
| ja   | Datei hochladen · Wikidata zu Haus de Weck, bekannt als Château de Villars d'En-Bas (Q29697298)                 | Haus von de Weck, genannt als Château de Villars d’En-Bas / Maison de Weck dit Château de Villars d’En-Bas KGS-Nr.: 13290           | B    | G   | Route de Villars-sur-Marly 46 579238 / 181554                 |              |
| ja   | Datei hochladen · Wikidata zu Schloss d'En-Bas von François-Pierre de Gottrau (Q29697315)                       | Schloss d’En-Bas von François-Pierre de Gottrau / Château d’En-Bas de François-Pierre de Gottrau KGS-Nr.: 13291                     | B    | G   | Route de Granges-sur-Marly 40 579682 / 181485                 |              |
| ja   | Datei hochladen · Wikidata zu Schloss d'En-Haut de Pierre de Gottrau (Q29697330)                                | Schloss d’En-Haut de Pierre de Gottrau / Château d’En-Haut de Pierre de Gottrau KGS-Nr.: 13292                                      | B    | G   | Route de Pierrafortscha 1 579705 / 181499                     |              |
| ja   | Datei hochladen · Wikidata zu Herrenhaus Brunisholz und dann de Weck, bekannt als Château d'En-Haut (Q29697345) | Herrenhaus Brunisholz dann de Weck, genannt Château d’En-Haut / Manoir Brunisholz puis de Weck dit Château d’En-Haut KGS-Nr.: 13293 | B    | G   | Route de Villars-sur-Marly 45 580742 / 180504                 |              |